# Verband kommunaler Unternehmen e. V. (VKU)
Asociația Germană a Întreprinderilor Comunale (în germană Verband kommunaler Unternehmen e. V.; VKU) reprezintă interesele întreprinderilor comunale germane în raport cu autoritățile legislative la nivel național în Germania și la nivel european. Companiile membre ale VKU provin din domeniul furnizării de energie și apă, canalizare, managementul deșeurilor și salubritate orășenească.

## Istoric
VKU a fost fondată în 1949 în Rüdesheim pe Rhein. După cel de al Doilea Război Mondial, VKU a garantat reprezentarea eficientă a intereselor și totodată a sporit eficiența întreprinderilor comunale. După căderea regimului din RDG în 1989, VKU a susținut multe orașe și comune din estul Germaniei la înființarea de întreprinderi comunale pentru furnizarea energiei și a apei. Din 2011, fosta asociație independentă pentru managementul deșeurilor comunale și salubritate comunală VKS aparține de VKU ca departament al acesteia.

## Asociația astăzi
Mai mult de 1.400 de companii membre cu o cifră de afaceri totală de circa 110 miliarde de Euro și 245.000 de angajați sunt organizate în cadrul VKU. Companiile membre au o cotă de piață de 46 de procente în segmentul electricității, 59 de procente la gaze naturale, 80 de procente la apa potabilă, 65 de procente la furnizare de agent termic și 26 de procente la înlăturarea apei uzate. 
În plus, acestea înlătură 31.500 de tone de deșeuri zilnic și contribuie decisiv la faptul că Germania atinge cea mai ridicată rată de reciclare dintre statele membre ale Uniunii Europene, de 65%.
Asociația organizează activitatea profesională și politică în domeniile energiei, apei și apei uzate, precum și în managementul deșeurilor și salubritatea urbană.
VKU ia poziție la pregătirea legilor și regulamentelor și formulează poziții politice comune ale membrilor VKU pe care le explică factorului politic și publicului.
În 2007 asociația își mută sediul de la Köln la Berlin. La Bruxelles asociația este reprezentată de un birou la nivelul statelor federale cu birouri regionale. Președintele VKU este primarul orașului Mainz, Michael Ebling, din ianuarie 2016. Din septembrie 2015 Katherina Reiche este președintele executiv al asociației.